# Asplenium mannii
Asplenium mannii là một loài thực vật có mạch trong họ Aspleniaceae. Loài này được Hook. miêu tả khoa học đầu tiên năm 1861.